# Жанажол (Актюбинская область)
Жанажол (каз. Жаңажол, до 2009 г. — Рыбаковка) — аул в Мартукском районе Актюбинской области Казахстана. Входит в состав Аккудыкского сельского округа. Код КАТО — 154655400.

## Население
В 1999 году население села составляло 360 человек (176 мужчин и 184 женщины). По данным переписи 2009 года, в селе проживало 187 человек (91 мужчина и 96 женщин).